# San Jerónimo, Antioquia
San Jerónimo este un municipiu din departamentul Antioquia, Columbia.